# Ryds landsfiskalsdistrikt
Ryds landsfiskalsdistrikt var 1918-1941 ett landsfiskalsdistrikt i Kronobergs län, bildat när Sveriges indelning i landsfiskalsdistrikt trädde i kraft den 1 januari 1918, enligt beslut den 7 september 1917. Landsfiskalsdistriktet avskaffades den 1 oktober 1941 (genom kungörelsen 28 juni 1941) när Sverige fick en ny indelning av landsfiskalsdistrikt och dess område överfördes till det nybildade Kinnevalds landsfiskalsdistrikt.
Landsfiskalsdistriktet låg under länsstyrelsen i Kronobergs län.

## Ingående områden

### Från 1918
Kinnevalds härad:
- Almundsryds landskommun
- Urshults landskommun